# Grupa Operacyjna gen. Przyjałkowskiego
Grupa Operacyjna gen. Przyjałkowskiego – improwizowany związek taktyczny Wojska Polskiego w czasie kampanii wrześniowej 1939.

## Utworzenie  grupy
Po przegranej bitwie granicznej, sztab Armii „Pomorze” planował dalszy odwrót armii i opracował rozkaz operacyjny na 5 września. Nakazywał on Grupie gen. Wincentego Przyjałkowskiego, występującej w składzie: 15 Dywizja Piechoty i część 9 Dywizji Piechoty, utrzymać pozycje Solec Kujawski – Jezioro Jezuickie, zamknąć kierunki Solec Kujawski – Toruń, a następnie Bydgoszcz – Inowrocław; utrzymać stałą łączność z prawym skrzydłem obrony 26 Dywizji Piechoty w rejonie Władysławowa. Pas działania: granica wschodnia – Wisła, zachodnia – Władysławowo (wył.) – Dziemionna (wył.) – Gniewkowo.

## Działania grupy operacyjnej
Na podstawie ustnego rozkazu dowódcy Armii „Pomorze” gen. Władysława Bortnowskiego, wydanego w południe 4 września, gen. Wincenty Przyjałkowski o 15.00 wydał pisemny rozkaz swoim podwładnym. Przydzielony mu pas obrony Łęgnowo − Jezioro Jezuickie – Kobylarnia do Kanału Noteckiego, podzielił na trzy odcinki. Późniejsze odejście na nową rubież opóźniania polecił osłonić pododdziałami pozostającymi w bezpośredniej styczności z nieprzyjacielem.
- Odcinek północny obsadzić miały 59 pułk piechoty płk. Bolesława Mirgałowskiego (bez III/59 pp), batalion ON „Bydgoszcz” mjr. Jana Gawrońskiego, 6 batalion ckm (bez ks i kckm) oraz 22 pułk piechoty płk. Feliksa Jędrychowskiego; wsparcie ogniowe zapewnić miały: II/15 pułku artylerii lekkiej mjr. Stanisława Ejsymonta, II/9 pułku artylerii lekkiej mjr Bolesława Babeckiego i 2/11 dywizjonu artylerii konnej kpt. Jana Pasturczaka. Zadaniem wojsk zgrupowanych na Odcinku było bronić kierunku na Solec Kujawski, a oddziałem wydzielonym wysuniętym na skraj lasu na południe od Bartodziej Małych zamknąć drogi na Żółwin i Wypaleniska. Całością oddziałów zgrupowanych na Odcinku dowodzić miał dowódca piechoty dywizyjnej płk piech. Albin Skroczyński[5].

- Odcinek środkowy obsadzić miał 62 pułk piechoty ppłk. Kazimierza Heilmana-Rawicza, wzmocniony kompanią strzelecką i kompanią ckm 6 batalionu ckm oraz kompanią saperów; wsparcie ogniowe zapewnić miał III/15 pal mjr. Mieczysława Pary. Oddział wydzielony miał zamknąć drogi Bartodzieje – Piecki oraz na Inowrocław. Dowodzenie nad Odcinkiem objął dowódca 62 pp ppłk Kazimierz Heilman-Rawicz[6].

- Odcinek południowy obsadzić miał 61 pułk piechoty ppłk. dypl. Franciszka Sobolty, wzmocniony kompanią saperów; wsparcie ogniowe zapewnić miał I/15 pal mjr. Wiktora Wątorskiego i 15 dywizjon artylerii ciężkiej mjr. Stefana Starzyńskiego. Odcinek zamykał kierunki na Inowrocław i Łabiszyn. Oddziały wydzielone wysunięte w rejony leśniczówka Bielice, stacja Trzciniec i Ciele miały zamknąć drogi na Przyłęk i Stryszek[7].

W odwodzie Grupy gen. Przyjałkowski pozostawił: III/59 pułku piechoty mjr. Wilhelma Hambergera, rozmieszczony w rejonie leśniczówki Łążyn, batalion ON „Nakło” mjr. Józefa Parczyńskiiego w rejonie Dobromierza, kawalerię dywizyjną w rejonie Nowej Wsi Wielkiej, kompanię kolarzy w rejonie Kabatu oraz kompanię ciężkich karabinów maszynowych w Kabacie.
O zmierzchu wszystkie jednostki Armii „Pomorze" rozpoczęły marsz na nowe rubieże opóźniania.
W godzinach przedpołudniowych 5 września gen. Stanisław Grzmot-Skotnicki wydał specjalny rozkaz pisemny skierowany do dowódcy 15 DP. Informował w nim gen. Przyjałkowskiego, że 4 Dywizja Piechoty będzie przechodzić przez Wisłę w Toruniu, a 15 DP musi utrzymać stanowiska aż do czasu zorganizowania obrony bezpośrednio w Toruniu.

### W nowym składzie
Po południu 5 września szef Sztabu Naczelnego Wodza gen. Wacław Stachiewicz poinformował dowódcę Armii „Pomorze” o stale pogarszającej się sytuacji ogólnej. Dla gen. Bortnowskiego szczególnie groźne było niepowodzenie Armii „Modlin”. Skutkowało ono możliwością odcięcia dróg wycofania na Warszawę. Tym właśnie podyktowana była konieczność przyspieszenia marszu odwrotowego 15 DP i sąsiedniej 26 Dywizji Piechoty z Armii „Poznań”. Wieczorem do sztabu Armii „Pomorze” przybył gen. Tadeusz Kutrzeba. Postanowiono między innymi, że 26 DP zostanie podporządkowana dowództwu Armii „Pomorze”.
W zaistniałej sytuacji gen. Bortnowski zdecydował utworzyć nową grupę operacyjną w składzie 26 DP i 15 DP, pod wspólnym dowództwem gen. Przyjałkowskiego. Jej zadaniem było osłonić kierunek na Toruń z zachodu i północnego zachodu. W tym celu 15 DP wieczorem 6 września miała pozostać na dotychczasowych pozycjach osłaniając Toruń, a 26 DP w nocy przejść w rejon: Barcin – Inowrocław – Dąbrowa i od świtu zorganizować obronę na linii: Jezioro Wolickie – Noteć – jezioro Mielno i rejon Inowrocławia.
W nocy z 5 na 6 września 62 pułk piechoty wysłał elementy rozpoznawcze w rejon Bilica – Nowa Rupienica. Stwierdzono tam obecność niemieckich pododdziałów. W czasie nocnej walki zginął dowódca 9/62 pp por. Augustyn Westphal. Od godzin rannych 6 września niemiecka 50 Dywizja Piechoty rozpoczęła natarcie w pasie obrony polskiej 15 DP. I i II batalion niemieckiego 123 pułku piechoty zaatakował pozycje obronne 61 pułku piechoty. Polski pułk ogniem artylerii i broni maszynowej zadał  oddziałom niemieckim poważne straty i lokalnymi kontratakami odrzucił nieprzyjaciela w rejon na północ od Brzozy. Środkowy odcinek obrony 15 DP atakował niemiecki 122 pp, ale skutecznie był powstrzymywany przez ubezpieczenia 62 pułku piechoty. Około 15.00 został zatrzymany na rubieży drogi Rupienica – Łążyn. Odcinek północny broniony przez 59 pułk piechoty i batalion ON „Bydgoszcz” atakował niemiecki 121 pp. Oddziały wydzielone Odcinka powstrzymywały natarcie niemieckie na linii Żółwin – Łęgnowo.
W tym czasie 26 Dywizja Piechoty wzmocniona 6 batalionem strzelców, 7 bp, batalionami ON: „Kcynia”, „Wągrowiec”, „Żnin”, 67 dywizjonem artylerii lekkiej kpt. Stefana Koźniewskiego i 82 kompanią czołgów rozpoznawczych por. Eugeniusza Włodkowskiego, zajmowała pozycje obronne w rejonie Łabiszyna i na linii jezior na południowy zachód od Barcina. Jej ubezpieczenia stały na linii Jezior Żnińskich. Oddziały te w ciągu dnia były kilkakrotnie atakowane przez niemieckie patrole rozpoznawcze. W południe transportem kolejowym do Inowrocławia wyjechał II/37 pp. Jego zadaniem było wzmocnienie kierunku  Bydgoszcz – Inowrocław.
Opracowany przez sztab Armii „Pomorze” rozkaz operacyjny na 7 września zakładał dalszy odwrót jednostek Armii. GO gen. Przyjałkowskiego miała maszerować etapami w kierunku Inowrocław – Lubraniec – Łanięta. W razie napotkania nieprzyjaciela, na skrzydłach lub z tyłu działać miała zaczepnie, pobić go i dalej maszerować w nakazanym kierunku. Dowódca GO sprecyzował zadania. Oddziały grupy miały oderwać się o zmroku od nieprzyjaciela i przejść na południowy wschód do Gniewkowa. W razie napotkania nieprzyjaciela, gen. Przyjałkowski polecił wydzielić z każdego zgrupowania ariergardę w sile batalionu. Ubezpieczenia tylne miały powstrzymywać Niemców walką, a w razie pościgu opóźniać ich działania przez dokonywanie zniszczeń.
Walczące z niemiecką 50 DP oddziały 15 Dywizji Piechoty oderwały się od nieprzyjaciela dopiero po północy, toteż dywizja rejon Gniewkowa osiągnęła dopiero w godzinach południowych 7 września. Kompania kolarzy otrzymała rozkaz rozpoznawania kierunku południowego po osi: Wonderze – Brudnia – Dąbrowa Biskupia – Siniarzewo – Brześć Kujawski. Ubezpieczenie boczne (północne) dywizji starło się z silnym niemieckim patrolem rozpoznawczym w rejonie Topoli.
26 Dywizja Piechoty wcześnie rano osiągnęła Inowrocław i ześrodkowała się na południowy wschód od Inowrocławia. W samym mieście stanął 18 pułk piechoty. Przez cały dzień dywizja odpoczywała i nie miała styczności ogniowej z nieprzyjacielem.
Kolejny rozkaz dowódcy Armii (na 8 września) nakazywał GO gen. Przyjałkowskiego, by w ciągu nocy 7/8 września przyjęła ugrupowanie na linii: Radziejów – Sędzin – Zakrzewo, zamykając przy tym kierunek Służewo – Radziejów. Ponadto nakazywał nawiązać łączność taktyczną z Podolską Brygadą Kawalerii w rejonie Mostki – Babiak. Wyznaczony został też następny etap marszu: na linię Brześć Kujawski – Lubraniec.

Gen. Przyjałkowski sprecyzował zadania podległym sobie dywizjom. Nakazał 15 DP osiągnąć rejon Osięciny – Wola Skarbkowa – Redecz Krukowy i być w gotowości do walki w kierunku północnym. 26 DP miała osiągnąć rejon lasów Samszyce – Dąbie Poduchowne i Torzewo – Bodzanowo i w tych rejonach być w gotowości do walki na kierunku Radziejowa i w kierunku południowym. Ponadto 26 DP otrzymała zadanie prowadzenia rozpoznania na kierunkach Sompolna i Izbicy. Po przejściu przez kanał Bachorze, saperzy obu dywizji mieli zniszczyć przeprawy. Rozkaz nakazywał też niszczyć za sobą szlaki komunikacyjne, palić zboże i składy żywnościowe oraz ograniczyć tabory dywizyjne. Stanowisko dowodzenia GO i 15 DP miano rozwinąć w folwarku Miechowice, a 26 DP w folwarku Dąbie.
8 września we dworze Mchówek koło Izbicy doszło do spotkania dowódców Armii „Pomorze” i Armii „Poznań”. Generałowie Bortnowski i Kutrzeba rozmawiali o koncepcji rozegrania bitwy nad Bzurą. Jeszcze przed zasadniczymi rozmowami, gen. Bortnowski, jako młodszy wiekiem, z własnej inicjatywy podporządkował się gen. Kutrzebie. Następnie gen. Kutrzeba przedstawił swój plan dalszego działania. W myśl planu, gros sił Armii „Pomorze” miało maszerować na Warszawę, osłaniając jednocześnie częścią sił Armię „Poznań” od północy i północnego zachodu. W toku rozmów zrodziły się koncepcje „małej” i „dużej” ofensywy. Ujawniły się też różnice poglądów obu generałów co do celu operacyjnego. Uzgodniono jednak zmianę podporządkowań niektórych związków taktycznych i oddziałów. Między innymi 26 Dywizja Piechoty miała oddać Podolskiej BK przydzielony jej 7 batalion strzelców wraz z 3/67 dywizjonu artylerii lekkiej.
W tym dniu maszerujące oddziały 15 DP ścierały się z drobnymi patrolami niemieckimi. 26 DP maszerowała bez kontaktu z nieprzyjacielem. Nowe zadania do wykonania w ramach ogólnej ofensywy przewidywały, że 26 DP skierowana zostanie szybkimi marszami w rejon Sochaczewa, niejako w roli straży przedniej obu armii, a 15 DP w razie słabej aktywności nieprzyjaciela z północy zostanie przerzucona do bitwy na południe. 
Przed wieczorem sztab Armii „Pomorze” wydał rozkaz operacyjny na 9 września. Rozkaz ten nakazywał rozwiązanie Grupy Operacyjnej gen. Przyjałkowskiego, a dowódcy obu dywizji otrzymali osobne zadania.

## Struktura organizacyjna
4 września:
- dowództwo grupy

dowódca grupy – gen. bryg. Zdzisław Wincenty Przyjałkowski
- 15 Wielkopolska Dywizja Piechoty
- część 9 Dywizji Piechoty

6 września:
- dowództwo grupy

dowódca grupy – gen. bryg. Zdzisław Wincenty Przyjałkowski
- 15 Wielkopolska Dywizja Piechoty
- 26 Dywizja Piechoty